# Pygmeopolia
Pygmeopolia är ett släkte av fjärilar. Pygmeopolia ingår i familjen nattflyn.
Kladogram enligt Catalogue of Life:
| Pygmeopolia | \| \| Pygmeopolia discestroides \| \| \| \| \| \| Pygmeopolia viridis \| \| \| \| |
|             | \| \| Pygmeopolia discestroides \| \| \| \| \| \| Pygmeopolia viridis \| \| \| \| |
|             | Pygmeopolia discestroides                                                         |
|             |                                                                                   |
|             | Pygmeopolia viridis                                                               |
|             |                                                                                   |